# Lysiosquilla isos
Lysiosquilla isos is een bidsprinkhaankreeftensoort uit de familie van de Lysiosquillidae. De wetenschappelijke naam van de soort is voor het eerst geldig gepubliceerd in 2004 door Ahyong.